# Гаибназаров, Фазлиддин Хасанбаевич
Фазлидди́н Хасанба́евич Гаибназа́ров (узб. Fazliddin Hasanboyevich G'oibnazarov; 16 июня 1991, Бекабад, Ташкентская область, Узбекистан) — узбекистанский боксёр-профессионал, выступающий в первой полусредней весовой категории. Чемпион Олимпийских играх 2016 в Рио-де-Жанейро, серебряный призёр чемпионата мира и Азии 2015 года, победитель и призёр ряда национальных и международных турниров по боксу в любителях.
Обладатель почётного звания «Узбекистон ифтихори».

## Профессиональная карьера
Профессиональную боксёрскую карьеру Фазлиддин начал 22 апреля 2017 года, победив нокаутом во 2-м раунде опытного американского боксёра Виктора Васкеса (7-2).

Первое поражение потерпел 11 мая 2019 года, проиграв в своём 8-м бою единогласным решением судей по очкам американскому боксёру Майклу Фоксу (19-1).

## Статистика профессиональных боёв
В таблице перечислены результаты всех поединков боксёров.
В каждой строке указан результат поединка. Дополнительно номер поединка обозначен цветом, который обозначает итог поединка. Расшифровка обозначений и цветов представлена в нижеследующей таблице.
| Пример | Расшифровка                     |
| ------ | ------------------------------- |
|        | Победа                          |
|        | Ничья                           |
|        | Поражение                       |
|        | Планируемый поединок            |
|        | Поединок признан несостоявшимся |
| КО     | Нокаут                          |
| ТКО    | Технический нокаут              |
| PTS    | Решение судей (по очкам)        |
| UD     | Единогласное решение судей      |
| MD     | Решение большинства судей       |
| SD     | Раздельное решение судей        |
| RTD    | Отказ от продолжения боя        |
| DQ     | Дисквалификация                 |
| NC     | Поединок признан несостоявшимся |

| 8 поединков, 7 побед (4 нокаутом), 1 поражение | 8 поединков, 7 побед (4 нокаутом), 1 поражение | 8 поединков, 7 побед (4 нокаутом), 1 поражение | 8 поединков, 7 побед (4 нокаутом), 1 поражение | 8 поединков, 7 побед (4 нокаутом), 1 поражение     | 8 поединков, 7 побед (4 нокаутом), 1 поражение | 8 поединков, 7 побед (4 нокаутом), 1 поражение | 8 поединков, 7 побед (4 нокаутом), 1 поражение |
| Бой                                            | Рекорд                                         | Дата боя                                       | Соперник                                       | Место проведения боя                               | Раундов, время                                 | Дополнительно                                  |                                                |
| ---------------------------------------------- | ---------------------------------------------- | ---------------------------------------------- | ---------------------------------------------- | -------------------------------------------------- | ---------------------------------------------- | ---------------------------------------------- | ---------------------------------------------- |
| 8                                              | 7-1                                            | 11 мая 2019                                    | Майкл Фокс (19-1)                              | Конференц-центр, Тусон, Аризона, США               | UD (10)                                        | Счёт: 92-96, 92-96, 93-95.                     |                                                |
| 7                                              | 7-0                                            | 18 января 2019                                 | Рикардо Гарсия (14-4-1)                        | Верона, штат Нью-Йорк, США                         | RTD 4 (8)                                      | —                                              |                                                |
| 6                                              | 6-0                                            | 20 октября 2018                                | Уилберт Лопес (23-9)                           | Лас-Вегас, штат Невада, США                        | TKO 2 (8)                                      | —                                              |                                                |
| 5                                              | 5-0                                            | 14 июля 2018                                   | Кевин Джонсон (5-0)                            | Новый Орлеан, штат Луизиана, США                   | UD (8)                                         | Счёт: 78-74, 78-74, 78-74.                     |                                                |
| 4                                              | 4-0                                            | 12 мая 2018                                    | Хесус Силвейра (8-5-2)                         | Мэдисон-сквер-гарден, Нью-Йорк, штат Нью-Йорк, США | TKO 4 (8)                                      | —                                              |                                                |
| 3                                              | 3-0                                            | 22 сентября 2017                               | Виктор Росас (9-6)                             | Тусон, Аризона, США                                | UD (8)                                         | Счёт: 80-72, 80-72, 80-72.                     |                                                |
| 2                                              | 2-0                                            | 20 мая 2017                                    | Агустине Маурас (6-2-3)                        | Мэдисон-сквер-гарден, Нью-Йорк, штат Нью-Йорк, США | UD (8)                                         | Счёт: 80-72, 80-72, 80-72.                     |                                                |
| 1                                              | 1-0                                            | 22 апреля 2017                                 | Виктор Васкес (7-2)                            | Стабхаб Сентер, Карсон, Калифорния, США            | KO 2 (8), 1:28                                 | Дебют в профессионалах.                        |                                                |